# Ghiacciaio Anandakrishnan
Il ghiacciaio Anandakrishnan (in inglese Anandakrishnan Glacier) (75°32′S 140°05′W) è un ghiacciaio lungo circa 28 km situato nella costa di Ruppert, nella Terra di Marie Byrd, in Antartide. Il ghiacciaio, il cui punto più alto si trova 466 m s.l.m., fluisce verso nord attraverso tutta la suddetta costa di Ruppert a partire dall'estremità settentrionale del ghiacciaio Strauss.

## Storia
Il ghiacciaio Anandakrishnan è stato così battezzato dal Comitato consultivo dei nomi antartici (in inglese Advisory Committee on Antarctic Names), in onore di Sridhar Anandakrishnan, geofisico della Penn State University, i cui studi di glaciologia era orientati sulla calotta di ghiaccio antartica, sui movimenti dei flussi di ghiaccio e sulla tettonica dell'Antartide.